# Благодатне (Первомайська селищна громада)
Благодатне (до 2016 року — Комсомольське) — село в Україні, у  Первомайській селищній громаді Миколаївського району Миколаївської області. Населення становить 474 осіб.

## Історія
Село засноване 1939 року під первинною назвою Комсомольське.
12 травня 2016 року село Комсомольське перейменоване в Благодатне.
17 липня 2020 року, в результаті адміністративно-територіальної реформи та ліквідації Вітовського району, село увійшло до складу Миколаївського району.
19 серпня 2022 року село було тимчасово окуповане російськими окупантами. В ході бойових дій повністю знищене.
9 листопада 2022 року село звільнене від російських окупантів силами 63-ї Омбр Збройних сил України.

## Населення
Згідно з переписом УРСР 1989 року чисельність наявного населення села становила 524 особи, з яких 243 чоловіки та 281 жінка.
За переписом населення України 2001 року в селі мешкало 466 осіб.

## Мова
Розподіл населення за рідною мовою за даними перепису 2001 року:
| Мова       | Відсоток |
| ---------- | -------- |
| українська | 91,56 %  |
| російська  | 8,23 %   |
| молдовська | 0,21 %   |